# Współudział
Współudział (ang. Complicity) – brytyjski thriller z gatunku dramat z 2000 roku w reżyserii Gavina Millara, powstały na podstawie powieści Iaina Banksa. Wyprodukowana przez wytwórnię Carlton Films, J&M Entertainment i Talisman Films Limited.

## Fabuła
Dziennikarz Cameron Colley (Jonny Lee Miller) zajmuje się sprawą zagadkowych zgonów. Otrzymuje wskazówki od tajemniczego informatora. Okazuje się, że wszyscy zmarli byli związani z tajną transakcją sprzedaży broni podczas wojny w Zatoce Perskiej. Wkrótce Colley zostaje oskarżony o szpiegostwo.

## Produkcja
Zdjęcia do filmu kręcono w Edynburgu, Dunning, Kippen, Lochgoilhead i Glasgow w Szkocji w Wielkiej Brytanii.

## Obsada
Źródło: Filmweb
- Jonny Lee Miller jako Cameron Colley
- Rachael Stirling jako Claire
- Samuel West jako Neil
- Gary McCormack jako Howie
- Stephen McCole jako Al
- Brian Cox jako inspektor McDunn
- Keeley Hawes jako Yvonne
- Paul Higgins jako Andy
- Jason Hetherington jako William
- Bill Paterson jako Wallace Byatt
- Alan Sinclair jako Toby McCormack